# Chromis nigrura
Chromis nigrura är en fiskart som beskrevs av Smith, 1960. Chromis nigrura ingår i släktet Chromis och familjen Pomacentridae. Inga underarter finns listade i Catalogue of Life.